# (37600) 1992 EO20
1992 EO20 (asteroide 37600) é um asteroide da cintura principal. Possui uma excentricidade de 0.03708170 e uma inclinação de 4.74230º.
Este asteroide foi descoberto no dia 2 de março de 1992 por UESAC em La Silla.